# Reuben Ross
Reuben Daniel Ross (* 5. Dezember 1985 in Regina) ist ein kanadischer Wasserspringer. Er wird von Arturo Miranda trainiert.
Er nahm an den Olympischen Spielen 2008 in Peking teil. Im 3-m-Kunstspringen und im 10-m-Turmspringen schied er jeweils im Halbfinale aus und platzierte sich am Ende auf den Rängen 16 bzw. 17. Ross gewann bei der Weltmeisterschaft 2009 in Rom zusammen mit Alexandre Despatie Bronze im 3-m-Synchronspringen. Bei den Commonwealth Games 2010 in Delhi gewann er mit Silber vom 3-m-Bett seine erste internationale Einzelmedaille. Mit Despatie gewann er zudem Gold im Synchronspringen. Bei der Weltmeisterschaft 2011 in Rom erreichte er vom 1-m-Brett das Finale und wurde Sechster. Bei den Panamerikanischen Spielen in Guadalajara wurde er Achter vom 3-m-Brett und Sechster mit Eric Sehn im 3-m-Synchronspringen.
Zwischen 2008 und 2011 gewann Ross bislang zehn nationale Meistertitel.
Ross hat an der University of Miami studiert. Er startete für das Sportteam der Universität, den Miami Hurricanes.